# Granice niewiary
Granice niewiary – książka filozofa i logika Jana Woleńskiego, wydana przez Wydawnictwo Literackie w 2004. 
W listopadzie 2004 książka nagrodzona została nagrodą „Krakowska Książka Miesiąca”.

## Treść
Pretekstem dla powstania Granic niewiary  były w dużej mierze tezy arcybiskupa Józefa Życińskiego zawarte w jego Wierze wątpiącej, wydanej przez Wydawnictwo Literackie w 2003. Problemem fundamentalnym postawionym przez Woleńskiego jest możliwość dialogu między wierzącymi a niewierzącymi. Jednym ze źródeł konfliktu jest, na przykład, rozumienie pojęcia uzasadniania argumentów przez obie strony; wierzący powołują się tutaj na nadprzyrodzoność religii i Kościoła katolickiego jako konieczny warunek zrozumienia ich argumentacji, podczas gdy niewierzący „sprzeniewierzyliby się” swym zasadom akceptując tego rodzaju sine qua non. Woleński podejmuje także analizę działania Kościoła jako instytucji społecznej, pozostającej w konflikcie między postulatem jedności więc i monolityzmu a niekontrolowalnymi elementami indywidualnymi. 
Obok problemu racjonalizmu, ważnym elementem książki jest krytyka, z punktu widzenia epistemologicznego, poglądu wyrażonego między innymi przez następujące zdanie Gilsona: „Sam fakt, że się pragnie dowodów nieistnienia Boga nasuwa myśl, że wiara w jego istnienie już ma miejsce”. To, że potrzeba zaufania jest faktycznie jedną z zupełnie fundamentalnych potrzeb człowieka, nie pozwala jednak według autora na identyfikację wiary z religią. 

## Spis rozdziałów
Książka składa się ze słowa wstępnego oraz dziewięciu rozdziałów o następujących tytułach:  
- Prolog: O religii
- Przekonania i wiedza
- Nauka i racjonalność
- Wiara
- Problem istnienia Boga
- Pewne argumenty przeciwko teizmowi
- Kilka konkluzji w sprawach teoretycznych
- Kwestie praktyczne
- Epilog – jaki dyskurs